# Notothyladaceae
Notothyladaceae é uma família de plantas não vasculares pertencente à divisão Anthocerotophyta. São representadas por indivíduos colonizadores, com grande distribuição, especialmente nos trópicos. Vivem em solos compactos e úmidos, entre substratos rochosos, também úmidos, microhabitats expostos ou parcialmente sombreados.
As plantas verdes, do Reino Chlorobionta (Viridiplantae), compreendem as Chlorophytas (Algas verdes), um grupo atualmente considerado parafilético e as Streptophytas.

As briófitas – que engloba as hepáticas, musgos e antóceros – também possuem semelhança com as plantas vasculares. Elas e as plantas vasculares compartilham diversos caracteres, podendo destacar dentre eles: a presença de gametângios masculinos e femininos (respectivamente, anterídios e arquegônios), recobertos por uma camada protetora, a presença de uma cutícula, a retenção do embrião em desenvolvimento e do zigoto no arquegônios (gametófito feminino), a presença de um esporófito multicelular 2N (resultando em um aumento no número de meioses e também no número de esporos produzidos após cada evento de fertilização) e produção de tecidos por meio de um meristema apical.

Nas plantas terrestres, as células formadas por esse meristema apical formam o parênquima. As algas verdes, por sua vez, não possuem essas características compartilhadas entre briófitas e plantas vasculares.

## Morfologia:
Esses organismos são  representados por plantas de pequeno porte e que não apresentam sistemas clássicos de condução, como xilema e floema. São organismos talosos, com simetria dorsiventral e possuem de um a oito cloroplastos contendo um pirenóide.

Nessa família, o indivíduo persistente, ou seja, com a fase de vida mais longa é o gametófito, sendo a fase de vida esporofítica temporária e reduzida. A morfologia da fase gametofítica é talosa ou folhosa, na qual o corpo das plantas não é dividido em estruturas especializadas. A fase de vida esporofítica não possui vida livre, sendo ligada ao gametófito. Os esporos contém superfícies ornamentadas ou lisas, variando entre verdes, amarelas ou marrons, e podem ou não apresentar pseudoelatérios. Os pseudoelatérios são responsáveis pela dispersão dos esporos. 

No gênero, os talos com simetria dorsiventral apresentam crescimento em rosetas e algumas vezes a dicotomia está presente. O esporângio apresenta uma base bulbosa, com crescimento definido e limitado e seu tamanho varia entre 2 a 4 mm.

## Gêneros
A família Notothyladaceae inclui os seguintes géneros:
- Hattorioceros;
- Mesoceros;
- Notothylas;
- Paraphymatoceros;
- Phaeoceros;

## Lista de espécies brasileiras:
- Notothylas breutelii (Gottsche) Gottsche;
- Notothylas granulata L.A.Amélio & D.F.Peralta;
- Notothylas javanica (Sande Lac.) Gottsche;
- Notothylas orbicularis (Schwein.) Sull.;
- Notothylas vermiculata L.A.Amélio & D.F.Peralta
- Phaeoceros bulbiculosus (Broth.) Prosk.
- Phaeoceros carolinianus (Michx.) Prosk.
- Phaeoceros laevis (L.) Prosk.